# Faculté de médecine et de pharmacie Agadir
La Faculté de Médecine et de Pharmacie d'Agadir est un établissement public marocain d'enseignement supérieur qui a ouvert ses portes pour la première fois en 2016. Elle est affiliée à l'Université Ibn Zohr d'Agadir. 
Sa formation se caractérise par l'application d'un système pédagogique basé sur des unités d'études organisées au cours des semestres. La durée des études à l'école est de six ans pour les titulaires du baccalauréat, après quoi l'étudiant obtient un diplôme de doctorat en médecine .

## Conditions de candidature
Pour entrer en première année des facultés de médecine et de pharmacie en général, le candidat doit être inscrit en dernière année de la filière baccalauréat dans la branche des Sciences mathématiques ou sciences expérimentales (avec ses trois filières: Sciences de la vie et de la terre, Sciences de l'agriculture, et sciences physiques). Ou alors il doit être titulaire d'un baccalauréat dans les disciplines scientifiques.

## Concours d'entrée
Pour accéder à la Faculté de Médecine et de Pharmacie d’Agadir, il faut passer par:
- Pré-sélection:  Elle est basée sur les notes obtenus aux épreuves du baccalauréat.
- Épreuve écrite: Elle se déroule sous la forme d'un questionnaire à choix multiples (QCM), qui est organisé pour les candidats retenus en sélection[2].

## Formations disponibles
Les cours à la Faculté de Médecine et de Pharmacie d'Agadir sont dispensés en français, dans différentes configurations selon les cours suivants:
Formation en médecine: Il dure 6 ans, et aboutit à l'obtention d'un doctorat en médecine . Ou 12 ans pour se spécialiser en médecine.
La formation du docteur s'étend sur 7 ans et comprend 14 semestres d'enseignement, d'apprentissage et d'évaluation organisés comme suit:
- Les quatre premiers semestres (S1 à S4) sont les chapitres précliniques et fondamentaux. Enseigner des modules de sciences fondamentales et de sciences précliniques de base . Elles comprennent une formation au système de santé et une formation en médecine sociale.
- Les semestres S5 à S10 combinent une formation hospitalière à temps partiel avec un enseignement théorique visant à l'acquisition et au développement de compétences cliniques.
- Les semestres S11 à S12 sont destinées aux stages à temps plein.

Chaque semestre comprend 6 à 7 modules avec une limite horaire minimale de 50 heures par unité et un maximum horaire total de 400 heures d'enseignement et d'évaluation.
Le volume horaire total de formation est d'au moins 4 500 heures de cours et d'évaluations.
L'obtention d'un doctorat en médecine nécessite:
- Certification de toutes les années de formation des médecins ;
- Réussite de l'examen national de qualification ;
- Acceptation de la thèse de doctorat en médecine.

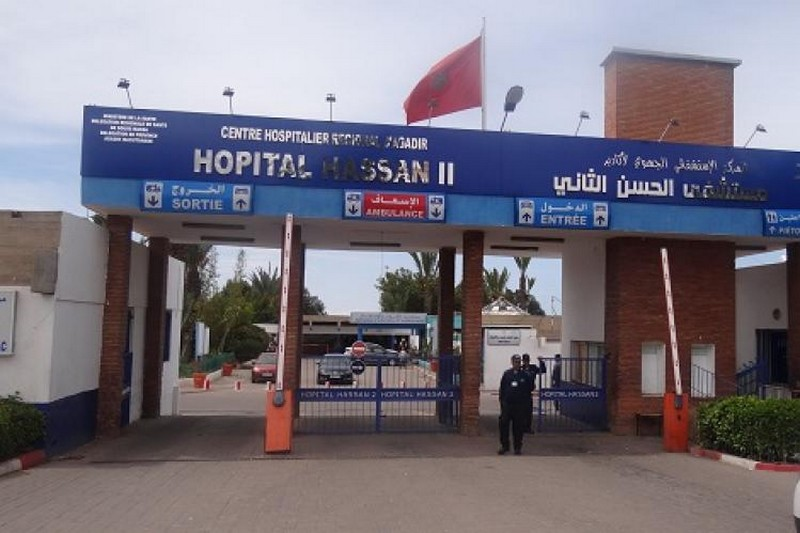
Centre Hospitalier Régional Hassan II - Agadir

## Centre Hospitalier Universitaire d'Agadir
Le Centre Hospitalier Universitaire d'Agadir est actuellement en construction et devrait ouvrir ses portes en 2023. Les étudiants bénéficient ainsi de leur formation hospitalière au Centre Hospitalier Régional Hassan II.

## Grève des étudiants en médecine et en pharmacie 2023
Les étudiants des facultés de médecine, de pharmacie et de médecine dentaire ont décidé de lancer une «grève ouverte» boycottant les stages hospitalières et les cours théoriques et pratiques, ainsi que tous les examens, à partir du samedi 16 décembre 2023. La Commission nationale des étudiants en médecine, en médecine dentaire et en pharmacie a déclaré dans un communiqué que cette démarche de protestation s'inscrit dans le cadre de la "lutte continue menée par les étudiants en médecine, pharmacie et odontologie au Maroc, en défense de la qualité de la formation, face aux problèmes persistants de l'absence de transparence et manque de dialogue avec le ministère concerné". Elle tient également les ministères entièrement responsables de toutes les formes d'escalade et de paralysie qui ont affecté les facultés de médecine et les hôpitaux qui en dépendent.